# 336P/McNaught
336P/McNaught, komet Jupiterove obitelji. Predotkriven na slikama.